# Exocentrus occidentalis
Exocentrus occidentalis là một loài bọ cánh cứng trong họ Cerambycidae.